# 레이저 메가줄
레이저 메가줄은 프랑스의 핵무기 개발용 레이저 장비이다.

## 설명
LMJ(Laser Mégajoule)는 프랑스 원자력 및 대체에너지 위원회(CEA)에서 건설한 프랑스 보르도 인근의 대형 레이저 기반 관성 구속 융합(ICF) 연구 장치이다.
Laser Mégajoule은 대상에 1MJ 이상의 레이저 에너지를 전달하여 대상을 납 밀도의 약 100배로 압축한다. 미국의 국립점화시설(NIF, National Ignition Facility)보다 약 절반의 에너지이다. Laser Mégajoule은 미국 이외의 지역에서 가장 큰 ICF 장치이다.
Laser Mégajoule의 주요 임무는 프랑스 핵무기의 핵융합 계산을 개선하는 것이다.
LMJ 건설에는 15년이 걸렸고 비용은 30억 유로였다.
2014년 10월 23일 첫 번째 핵무기 관련 실험을 실행하면서 가동을 선언했다.

## 원리
중수소와 삼중수소로 이뤄진 연료(펠릿)를 속이 빈 금속 연료통(hohlraum)에 넣고 고출력 레이저를 동시에 쏘면 펠릿에서는 마치 별의 중심부와 같은 고밀도 상태가 만들어지면서 핵융합 반응이 일어난다.

## 가상 핵실험
프랑스 원자력 및 대체에너지 위원회(CEA)의 무기 부문에서 개발했다. CEA가 보유한 테라 100 슈퍼컴퓨터, 레이저 메가줄, 방사선촬영 장비로 시뮬레이션 했다.
1995년 4월 레이저 메가줄(LMJ)이라는 시뮬레이션 핵무기 개발 방식을 채택, 1백억 프랑(약1조6천억원)의 비용을 들여 2002년까지 시뮬레이션 시설을 완성했다. 서부 보르도 부근 과학기술연구소(CESTA)에 설치되었으며, 180만 줄(J,에너지 단위)의 고에너지를 이용해 실험실내에서 실제 핵실험의 1억분의 1 규모의 '미세 핵실험'을 실시한다. 240페소의 레이저광선과 1억도의 초고온을 이용해 중수소를 핵융합하는 시설이다. 보르도 과학기술연구소(CESTA)는 박정희 정부 시절, 한국 과학기술자가 핵개발을 하던 연구소로, 한국은 그당시 CESTA에서 핵개발을 완성, 수소폭탄 설계도를 완성했다.
테라 100 슈퍼컴퓨터는 2010년 프랑스 불그룹이 개발했다. 연산속도는 1.050페타플롭스 (초당 1,050조 회의 연산)로서, 2011년 세계 9위 슈퍼컴퓨터로 기록되었다.
TNO 핵탄두의 실제 폭발력은 TNT 100 kt인데, 레이저를 이용한 1억분의 1 규모의 폭발 실험을 하기 때문에, TNT 1 kg의 폭발로 충분하다.

## 핵융합 발전
핵융합 발전에는 자기장 핵융합, 레이저 핵융합 등의 방식이 있고, 요즘 건설되고 있는 국제열핵융합실험로는 토카막 자기장 핵융합 방식이다. 핵융합 연구는 군사용 수소폭탄과 상업용 원자력발전소의 두가지를 겸용하는 기술이다.
레이저 메가줄은 레이저 핵융합 연구시설이다.
2021년 8월 18일, 미국 로렌스 리버모어 국립연구소는 레이저 빔 192대를 동시에 쏘아 1.9MJ의 고출력 에너지를 가한 뒤 핵융합 반응을 일으키고 여기서 1.3MJ의 핵융합 에너지를 얻었다고 밝혔다. 투입 에너지 대비 생산 에너지로 따지면 효율이 68% 수준이다. CNBC, BBC 등 외신은 “핵융합 발전을 위한 문턱을 넘었다”고 평가했다.

## 대한민국
초강력레이저 연구시설은 기존 원형방사광가속기보다 1000배 이상 빠른 최첨단 '인공 빛 실험실'로 불린다. 기초과학뿐 아니라 응용 연구, 산업 전반에 걸쳐 다양하게 활용될 수 있는 다목적 연구시설이다.
공홍진 한국과학기술원(KAIST) 명예교수는 "우리나라가 세계 레이저 핵융합 연구를 선도하기 위해선 초강력 레이저 연구시설이 꼭 필요하다"고 강조했다.
한국은 아직 레이저 메가줄 같은 초강력 레이저 연구시설이 없다. 2022년 현재, 건설을 논의중이다.

## 같이 보기
- TNO 핵탄두
- 국립점화시설